# Hydriomena stylites
Hydriomena stylites là một loài bướm đêm trong họ Geometridae.